# (14314) Tokigawa
(14314) Tokigawa ist ein Asteroid des Hauptgürtels, der am 18. Februar 1977 von den japanischen Astronomen Hiroki Kōsai und Kiichirō Furukawa am Kiso-Observatorium (IAU-Code 381) in Kiso am Berg Ontake entdeckt wurde.
Der Asteroid wurde am 9. Januar 2001 nach der Stadt Tokigawa in der Präfektur Saitama benannt, die nördlich von Hannō und südlich von Ogawa liegt.
Der Himmelskörper gehört zur Themis-Familie, einer Gruppe von Asteroiden, die nach (24) Themis benannt wurde.